# Théophile de Viau
Théophile de Viau (1590 Clairac – 25. září 1626 Paříž) byl francouzský barokní básník a dramatik. Psal satirické básně, sonety, ódy a elegie, přičemž k nejznámějším patří óda Un corbeau devant. Napsal i jednu divadelní hru Les Amours tragiques de Pyrame et Thisbé (uvedená v roce 1621), tragický milostný příběh Pýrama a Thisbé, který končí dvojitou sebevraždou. Nedokončená zůstala próza Fragment d'une histoire comique.

## Život
Byl vychován jako hugenot, účastnil se hugenotského povstání v Guyenne v letech 1615–1616 ve službách hraběte de Candale. Po válce byl omilostněn a stal se básníkem na královském dvoře. Zde se dostal do kontaktu s epikurejskými myšlenkami italského filozofa Giulia Cesare Vaniniho, které zpochybňovaly nesmrtelnost duše (Vanini byl obviněn z kacířství, byl mu vyříznut jazyk a následně byl uškrcen a jeho mrtvola spálena v Toulouse v roce 1619.)
Kvůli svým vaniniovským názorům a libertinskému životnímu stylu byl de Viau v roce 1619 vypovězen z Francie. Cestoval poté po Anglii. V roce 1620 se vrátil ke dvoru. V roce 1622 byla pod jeho jménem vydána sbírka prostopášných básní Le Parnasse satyrique. Ačkoli mnoho básní sbírky napsali zcela jiní autoři, Viau se pro ni stal úhlavním nepřítelem jezuitů. V roce 1623 byl odsouzen jezuity k upálení zaživa kvůli obvinění z bisexuality. Podařilo se mu uprchnout, ale byl nakonec chycen při útěku do Anglie a téměř dva roky vězněn ve vězení Conciergerie v Paříži. Následný proces vedl k četným debatám mezi učenci. Bylo vydáno 55 pamfletů pro i proti de Viauovi. Jeho trest byl nakonec zmírněn na trvalé vyhnanství a de Viau strávil zbývající měsíce svého života v Chantilly pod ochranou vévody Jindřicha II. z Montmorency.